# Unione Sportiva Pro Vercelli 2003-2004
Questa pagina raccoglie le informazioni riguardanti l'Unione Sportiva Pro Vercelli nelle competizioni ufficiali della stagione 2003-2004.

## Divise e sponsor
| 1ª divisa | 2ª divisa |

## Rosa
| N. |                   | Ruolo | Calciatore          |
| -- | ----------------- | ----- | ------------------- |
|    | Italia (bandiera) | C     | Matteo Baldi        |
|    | Italia (bandiera) | P     | Michele Basano      |
|    | Italia (bandiera) | C     | Giulio Bertola      |
|    | Italia (bandiera) | A     | Fabio Centofanti    |
|    | Italia (bandiera) | P     | Lorenzo Cima        |
|    | Italia (bandiera) | C     | Andrea Cristiano    |
|    | Italia (bandiera) | A     | Andrea D'Alessandro |
|    | Italia (bandiera) | C     | Dario D'Onofrio     |
|    | Italia (bandiera) | C     | Davide Errani       |
|    | Italia (bandiera) | C     | Stefano Favret      |
|    | Italia (bandiera) | A     | Marco Fummo         |
|    | Italia (bandiera) | C     | Michele Garegnani   |
|    | Italia (bandiera) | C     | Andrea Gorrini      |
|    | Italia (bandiera) | C     | Simone Grillo       |

| N. |                   | Ruolo | Calciatore                       |
| -- | ----------------- | ----- | -------------------------------- |
|    | Italia (bandiera) | C     | Marcello Koffi Teja              |
|    | Italia (bandiera) | D     | Pierpaolo Lanati                 |
|    | Italia (bandiera) | D     | Iacopo La Rocca                  |
|    | Italia (bandiera) | D     | Federico Lazzeri                 |
|    | Italia (bandiera) | D     | Giuseppe Lolaico                 |
|    | Italia (bandiera) | A     | Thomas Marchiori                 |
|    | Italia (bandiera) | D     | Alessandro Merlin                |
|    | Italia (bandiera) | C     | Daniele Moretti                  |
|    | Italia (bandiera) | C     | Nicolò Munari                    |
|    | Niger (bandiera)  | C     | Ikeciukwu Godspower (Ike) Nwigwe |
|    | Italia (bandiera) | D     | Federico Peluso                  |
|    | Italia (bandiera) | C     | Marco Romano                     |
|    | Italia (bandiera) | A     | Romano Tozzi Borsoi              |
|    | Italia (bandiera) | A     | Pietro Velardi                   |